# Ивашевское сельское поселение (Ивановская область)
Ивашевское сельское поселение — муниципальное образование в западной части Ильинского района Ивановской области с центром в селе Ивашево. 

## История
Ивашевское сельское поселение образовано 25 февраля 2005 года в соответствии с Законом Ивановской области № 41-ОЗ. В его состав вошли упразднённые Ивашевский и Нажеровский сельские округа (сельсоветы).

## Население
| 2002  | 2010  | 2011  | 2012  | 2013  | 2014  | 2015  |
| ----- | ----- | ----- | ----- | ----- | ----- | ----- |
| 1497  | ↘1248 | ↘1243 | ↘1236 | ↘1229 | ↘1211 | ↘1162 |
| 2016  | 2017  | 2018  | 2019  | 2020  | 2021  |       |
| ↘1136 | ↘1108 | ↘1084 | ↘1049 | ↘1036 | ↘844  |       |

## Состав сельского поселения
| №  | Населённый пункт | Тип населённого пункта       | Население |
| -- | ---------------- | ---------------------------- | --------- |
| 1  | Астафьево        | деревня                      | 39        |
| 2  | Бортниково       | деревня                      | 0         |
| 3  | Варварино        | деревня                      | 0         |
| 4  | Выползово        | деревня                      | 6         |
| 5  | Головищи         | деревня                      | ↘5        |
| 6  | Денисово Большое | деревня                      | 4         |
| 7  | Денисово Малое   | деревня                      | 8         |
| 8  | Зайково          | деревня                      | 31        |
| 9  | Ивашево          | село, административный центр | ↗534      |
| 10 | Капцево          | село                         | ↘15       |
| 11 | Кощеево          | деревня                      | 0         |
| 12 | Кузяево          | деревня                      | 15        |
| 13 | Лысцево          | деревня                      | 4         |
| 14 | Марино           | деревня                      | 19        |
| 15 | Мартюково        | деревня                      | 37        |
| 16 | Нажерово         | село                         | ↗203      |
| 17 | Овсянниково      | деревня                      | ↘5        |
| 18 | Оленино          | деревня                      | 119       |
| 19 | Осветино         | деревня                      | 30        |
| 20 | Петрово          | деревня                      | 8         |
| 21 | Ракшино          | деревня                      | 20        |
| 22 | Ратчино          | деревня                      | 8         |
| 23 | Рышнево          | деревня                      | 3         |
| 24 | Сидорово         | село                         | ↘18       |
| 25 | Скоково          | деревня                      | 23        |
| 26 | Счастливка       | деревня                      | 64        |
| 27 | Тимофеевка       | деревня                      | 0         |
| 28 | Чанниково        | деревня                      | 3         |
| 29 | Яковлево         | деревня                      | 7         |
| 30 | Яковлевское      | деревня                      | 12        |
| 31 | Якшино           | деревня                      | 13        |